# Bougainvillea spectabilis
Espèce
Classification APG III (2009)
Bougainvillea spectabilis est une espèce de plante grimpante de la famille des Nyctaginaceae et du genre des bougainvillées. Elle est originaire du Brésil.

## Description

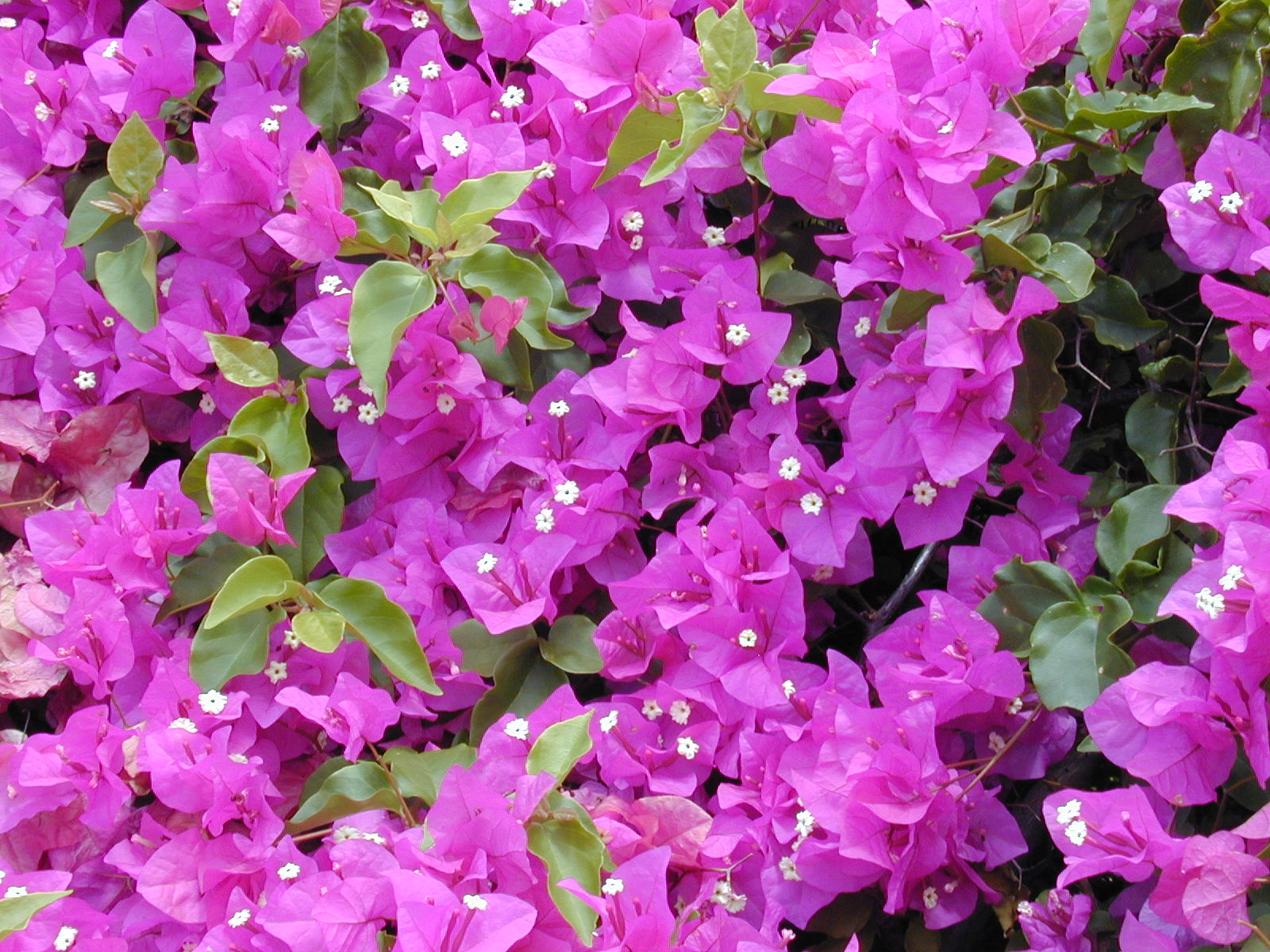
Bougainvillea spectabilis.

Cet arbuste pérenne est épineux et rameux et croît rapidement. Il peut atteindre dix mètres. Ses feuilles elliptiques mesurent dix centimètres de largeur à base étroite et apex à angle aigu. Elles sont glabres ou pubescentes. Ses feuilles sont caduques en zone tempérée, toutefois, Bougainvillea spectabilis est sempervirent dans les zones tropicales. Il fleurit de façon spectaculaire du printemps à l'automne. Ses bractées qui entourent la petite fleur vont selon les variétés du blanc au rouge en passant par le carmin, le mauve, le pourpre, et même le jaune ou le beige, etc. Il est appelé Santa Rita en Argentine, Bolivie, Paraguay et Uruguay.
Des cultivars de Bougainvillea spectabilis sont cultivés comme plante d'ornement dans les pays chauds du monde entier.